# Pterygotrigla ryukyuensis
Pterygotrigla ryukyuensis är en fiskart som beskrevs av Kiyomatsu Matsubara och Yoshio Hiyama 1932. Pterygotrigla ryukyuensis ingår i släktet Pterygotrigla och familjen knotfiskar. Inga underarter finns listade i Catalogue of Life.